# Ordre national Malagasy
 (août 2023).
Si vous disposez d'ouvrages ou d'articles de référence ou si vous connaissez des sites web de qualité traitant du thème abordé ici, merci de compléter l'article en donnant les références utiles à sa vérifiabilité et en les liant à la section « Notes et références ».
 (août 2023).
La mise en forme du texte ne suit pas les recommandations de Wikipédia : il faut le « wikifier ».
Les points d'amélioration suivants sont les cas les plus fréquents :
- Les titres sont pré-formatés par le logiciel. Ils ne sont ni en capitales, ni en gras.
- Le texte ne doit pas être écrit en capitales (les noms de famille non plus), ni en gras, ni en italique, ni en « petit »…
- Le gras n'est utilisé que pour surligner le titre de l'article dans l'introduction, une seule fois.
- L'italique est rarement utilisé : mots en langue étrangère, titres d'œuvres, noms de bateaux, etc.
- Les citations ne sont pas en italique mais en corps de texte normal. Elles sont entourées par des guillemets français : « et ».
- Les listes à puces sont à éviter, des paragraphes rédigés étant largement préférés. Les tableaux sont à réserver à la présentation de données structurées (résultats, etc.).
- Les appels de note de bas de page (petits chiffres en exposant, introduits par l'outil «  Source ») sont à placer entre la fin de phrase et le point final[comme ça].
- Les liens internes (vers d'autres articles de Wikipédia) sont à choisir avec parcimonie. Créez des liens vers des articles approfondissant le sujet. Les termes génériques sans rapport avec le sujet sont à éviter, ainsi que les répétitions de liens vers un même terme.
- Les liens externes sont à placer uniquement dans une section « Liens externes », à la fin de l'article. Ces liens sont à choisir avec parcimonie suivant les règles définies. Si un lien sert de source à l'article, son insertion dans le texte est à faire par les notes de bas de page.
- La présentation des références doit suivre les conventions bibliographiques. Il est recommandé d'utiliser les modèles {{Ouvrage}}, {{Chapitre}}, {{Article}}, {{Lien web}} et/ou {{Bibliographie}}. Le mode d'édition visuel peut mettre en forme automatiquement les références.
- Insérer une infobox (cadre d'informations à droite) n'est pas obligatoire pour parachever la mise en page.

Pour une aide détaillée, merci de consulter Aide:Wikification.
Si vous pensez que ces points ont été résolus, vous pouvez retirer ce bandeau et améliorer la mise en forme d'un autre article.
L'ordre national Malagasy est la plus haute décoration honorifique malgache. Instituée le 23 septembre 1959 par le premier président de la République, Philibert Tsiranana, et calquée sur le modèle de l'ordre national de la Légion d'honneur, elle récompense les militaires comme les civils ayant rendu des « services éminents » à la République.

## Organisation

### Grades et dignités
L'ordre comprend trois grades (chevalier, officier et commandeur) ainsi que trois dignités (grand officier, grand-croix (2de et 1re classe) et grand-cordon). En général, et selon la terminologie officielle, on est successivement : « Chevaliers, officiers, commandeurs, de grands-Officiers, grands-Croix de 2e classe et de Grands-Croix de 1re classe ».
Seuls peuvent être titulaires du Grand-Croix de 1re classe les chefs d’État et le Grand Chancelier.
La dignité de grand-cordon est quant à elle réservée au Grand-maître.

### Grand maître
Le président de la République est le grand maître de l'ordre. La dignité de grand-cordon lui est conférée de plein droit. Le président de la République, lors de la cérémonie de son investiture, est reconnu comme grand maître de l'ordre par le grand chancelier, qui lui remet le grand collier en prononçant les paroles suivantes : « Monsieur le président de la République, nous vous reconnaissons Grand Maître de l’ordre national Malagasy et vous conférons à ce titre le Grand Cordon ».

### Grand chancelier
Sous l'autorité du grand maître et suivant ses instructions, le grand chancelier dirige les travaux du conseil de l'ordre et ceux des services administratifs. Il relève directement du président de la République, grand maître de l'ordre, qui peut l'appeler pour être entendu par le Conseil des ministres quand les intérêts de l'ordre y sont évoqués.
Le grand chancelier est nommé par le président de la République, en Conseil des ministres et est choisi parmi les grands-croix de l'ordre.

## Récipiendaires notables
| Chevalier              | Officier               | Commandeur                                                             | Grand Officier                                       | Grand-croix 2e classe                                                                                     | Grand-croix 1re classe | Grand-cordon |
| ---------------------- | ---------------------- | ---------------------------------------------------------------------- | ---------------------------------------------------- | --- | --- | --- |
|                        |                        |                                                                        |                                                      | | | |
| - Richard Ravalomanana | - Richard Ravalomanana | - Stephan Narison - Richard Ravalomanana - Mireille Mialy Rakotomalala | - Richard Ravalomanana - Mireille Mialy Rakotomalala | - Mufaddal Saifuddin - Ram Nath Kovind - Richard Ravalomanana - Pedro Opeka - Mireille Mialy Rakotomalala | - Al-Walid ben Talal - Andry Rajoelina - Anne du Royaume-Uni - Konrad Adenauer - Levi Eshkol - Mohammed VI - Ram Nath Kovind - Recep Tayyip Erdoğan - Roindefo Monja - Kim Il Sung - Hailé Sélassié - Albert Rakoto Ratsimamanga - Richard Ravalomanana | - Philibert Tsiranana - Gabriel Ramanantsoa - Richard Ratsimandrava - Gilles Andriamahazo - Didier Ratsiraka - Albert Zafy - Marc Ravalomanana - Hery Rajaonarimampianina - Andry Rajoelina |

### Autres récipiendaires notables
- Alison Jolly
- Romain Bruno Légaré
- Joseph Boayue, ancien secrétaire libérien des travaux publics